# Сагізький сільський округ
Сагі́зький сільський округ (каз. Сағыз ауылдық округі, рос. Сагизский сельский округ) — адміністративна одиниця у складі Кзилкогинського району Атирауської області Казахстану. Адміністративний центр — село Сагіз.
Населення — 7441 особа (2021; 7092 у 2009, 7118 у 1999, 7033 у 1989).
Станом на 1989 рік існувала Сагізька сільська рада (села Аккудик, Билкилуакти, Кенбай, Конираули, Сагіз, Шолаксай). 2013 року ліквідовано село Шолаксай.

## Склад
До складу округу входять такі населені пункти:
| Населений пункт   | Колишні назви | Населення, осіб (1989) | Населення, осіб (1999) | Населення, осіб (2009) | Населення, осіб (2021) |
| ----------------- | ------------- | ---------------------- | ---------------------- | ---------------------- | ---------------------- |
| Аккудик, село     | -             | 305                    | -                      | -                      | -                      |
| Билкилдакти, село | Билкилуакти   | 306                    | 294                    | 143                    | 42                     |
| Кенбай, село      | -             | 479                    | 294                    | 167                    | 85                     |
| Конираули, село   | -             | 299                    | 200                    | 142                    | 65                     |
| Сагіз, село       | -             | 5353                   | 6107                   | 6530                   | 7249                   |
| --Шолаксай, село  | -             | 291                    | 223                    | 110                    | -                      |